# Дом-музей Фридриха Хеббеля
Дом-музей Фридриха Хеббеля (нем. Hebbel-Museum) — персональный музей в Вессельбурене в районе Дитмаршен земли Шлезвиг-Гольштейн (Германия). Дом-музей посвящён жизни и творчеству немецкого драматурга Фридриха Хеббеля (1813—1863), который родился в Вессельбурене.

## История
Музей был основан в 1911 году на верхнем этаже дома на Сюдерштрассе. Одним из инициаторов стал немецкий писатель, журналист и поэт Адольф Бартельс. С 1952 года музей находится в Alte Kirchspielvogtei, здании XX века, в котором Фридрих Хеббель жил и работал семь лет. Бывшая резиденция и официальная резиденция приходских судебных приставов, которая располагалась в доме ранее, была выкуплена и восстановлена городом в 1949 году.

## Экспозиция
В музее находится самая большая в мире специальная библиотека с произведениями Хеббеля, включающая более чем 6 тыс. единиц. Экспозиция основана на коллекции основателя музея Энгельхарда Хервига, который передал её городу в 1911 году в счёт возмещения расходов. В десяти исторических комнатах представлена мебель, предметы быта, картины и документы. Венский зал отображает образ жизни драматурга на пике его успеха. К зданию примыкает исследовательский центр.

## Стипендия музея
Город Вессельбурен регулярно присуждает докторскую стипендию за научное развитие работ Фридриха Хеббеля. Стипендиаты обязуются работать в это время в музее.